# ГТФаза
ГТФазы (англ. GTPases) — большое семейство ферментов гидролаз, которые связывают и гидролизуют гуанозинтрифосфат (GTP). Связывание и гидролиз GTP осуществляются в консервативном G-домене, сходном для всех ГТФаз.